# 1574
1574 (MDLXXIV) byl rok, který dle juliánského kalendáře započal pátkem.

## Události

### Probíhající události
- 1558–1583 – Livonská válka
- 1562–1598 – Hugenotské války
- 1568–1648 – Osmdesátiletá válka
- 1568–1648 – Nizozemská revoluce

## Narození
Česko
- ? – Bedřich z Donína, český šlechtic, cestovatel a spisovatel († 1634)

Svět
- 17. ledna – Robert Fludd, anglický lékař a alchymista († 8. září 1637)
- 5. března – Fridrich IV. Falcký, kurfiřt falcký a zakladatel protestantské unie († 19. září 1610)
- 6. května – Inocenc X., papež († 7. ledna 1655)
- 9. října – Alžběta Lotrinská, vévodkyně a kurfiřtka bavorská († 4. ledna 1635)
- 8. prosince – Marie Anna Bavorská, rakouská arcivévodkyně († 8. března 1616)
- 12. prosince – Adam Václav Těšínský, těšínský kníže z rodu slezských Piastovců († 13. července 1617)
- 14. prosince – Anna Dánská, dánská princezna, anglická a skotská královna († 4. března 1619)
- ? – Thomas Heywood, anglický dramatik († 16. srpna 1641)
- ? – Markus Sittikus von Hohenems, salcburský arcibiskup († 9. října 1619)
- ? – Handan Sultan, Valide sultan Osmanské říše

## Úmrtí
Česko
- 18. ledna – Jindřich III. starší ze Švamberka, český šlechtic a nejvyšší dvorský sudí (* 25. října 1507)

- ? – Cyprián Karásek Lvovický, český astronom, matematik a astrolog (* 8. července 1514)

Svět
- 26. ledna – Martin Helwig, slezský (německý) kartograf (* 5. listopadu 1516)
- 21. dubna – Cosimo I. de Medici, velkovévoda toskánský (* 12. června 1519)
- 30. května – Karel IX. Francouzský, francouzský král (* 27. června 1550)
- 4. června – Kašpar z Logau, vratislavský biskup (3. srpna 1524)
- 27. června – Giorgio Vasari, italský architekt, dvorní malíř Medicejských a životopisec florentských umělců (* 30. července 1511)
- 4. prosince – Georg Joachim Rhaeticus, rakouský matematik a astronom (* 16. února 1514)
- 13. prosince – Selim II., osmanský sultán (* 30. května 1524)

## Hlavy států
- České království – Maxmilián II.
- Svatá říše římská – Maxmilián II.
- Papež – Řehoř XIII.
- Anglické království – Alžběta I.
- Francouzské království – Karel IX. – Jindřich III.
- Polské království – Jindřich z Valois
- Uherské království – Maxmilián II.
- Osmanská říše – Selim II., po jeho smrti Murad III.
- Perská říše – Tahmásp I.